# Comactinia titan
Comactinia titan is een haarster uit de familie Comatulidae.
De wetenschappelijke naam van de soort werd in 2003 gepubliceerd door Messing.